# Río Radbuza
El río Radbuza (del alemán: Radbusa) es un río de la República Checa que es una de las fuentes del río Berounka, afluente del Moldava, en la cuenca del río Elba. En sus 112 km de longitud discurre íntegramente por la región de Pilsen y su cuenca tiene una extensión de 2179 km².
Aunque el caudal medio del Radbuza en su desembocadura es de 11,3 m³/s, durante las catastróficas inundaciones de agosto de 2002 llegó a alcanzar los 213 m³/s.

## Curso fluvial
El Radbuza nace a 700 metros de altitud, en la vertiente checa del Bosque del Alto Palatinado (en checo Český les), concretamente en el monte Lýsa, cerca de la aldea de Zavist, en el distrito de Domažlice. Fluye en todo su curso en dirección nordeste, pasando por las villas de Rybnik, Smolov, Bĕlá nad Radbuzou, Horšovský Týn, Staňkov, Holýšov, Stod, Chotěšov y Dobřany. Al llegar a Pilsen el Radbuza se une al Mže para formar el Berounka, aunque hasta el siglo XVII este río se consideraba simplemente el curso inferior del Mže.

## Afluentes
El Radbuza recibe por la izquierda las aguas del Bezdĕkovsky potok, del Chuchia y del Lučni potok; y por la izquierda las de los ríos o arroyos Černý potok, Zubřina, Srbický potok, Merklinka, Dnešický potok y Úhlava, este último su principal afluente.